# Masahiro
Masahiro ist ein japanischer männlicher Vorname.
Einige bekannte Namensträger sind:
- Masahiro Akimoto (* 1956), japanischer Skispringer
- Masahiro Fukasawa (* 1977), japanischer Fußballspieler
- Masahiro Fukuda (* 1966), japanischer Fußballspieler
- Masahiro Hasemi (* 1945), japanischer Automobilrennfahrer
- Masahiro Hirakubo, britischer Filmeditor
- Masahiro Ishii (* 1945), japanischer Politiker
- Masahiro Koishikawa (1952–2020), japanischer Astronom und Asteroidenentdecker
- Makino Masahiro (1908–1993), japanischer Film-Regisseur, Drehbuchautor und Filmdirekto
- Masahiro Sakurai (* 1970), japanischer Game Designer
- Masahiro Shinoda (1931–2025), japanischer Regisseur und Drehbuchautor
- Masahiro Tamanoumi (1944–1971), japanischer Sumōringer
- Masahiro Tanaka (* 1988), japanischer Baseballspieler

Masahiro bezeichnet außerdem:
- Masahiro (Unternehmen), japanischer Messerhersteller

## Schreibweisen
In einer möglichen Schreibweise hat er die Bedeutung weitherzig, aufgeschlossen, großzügig (engl. broad-minded).